# Regelbau 111

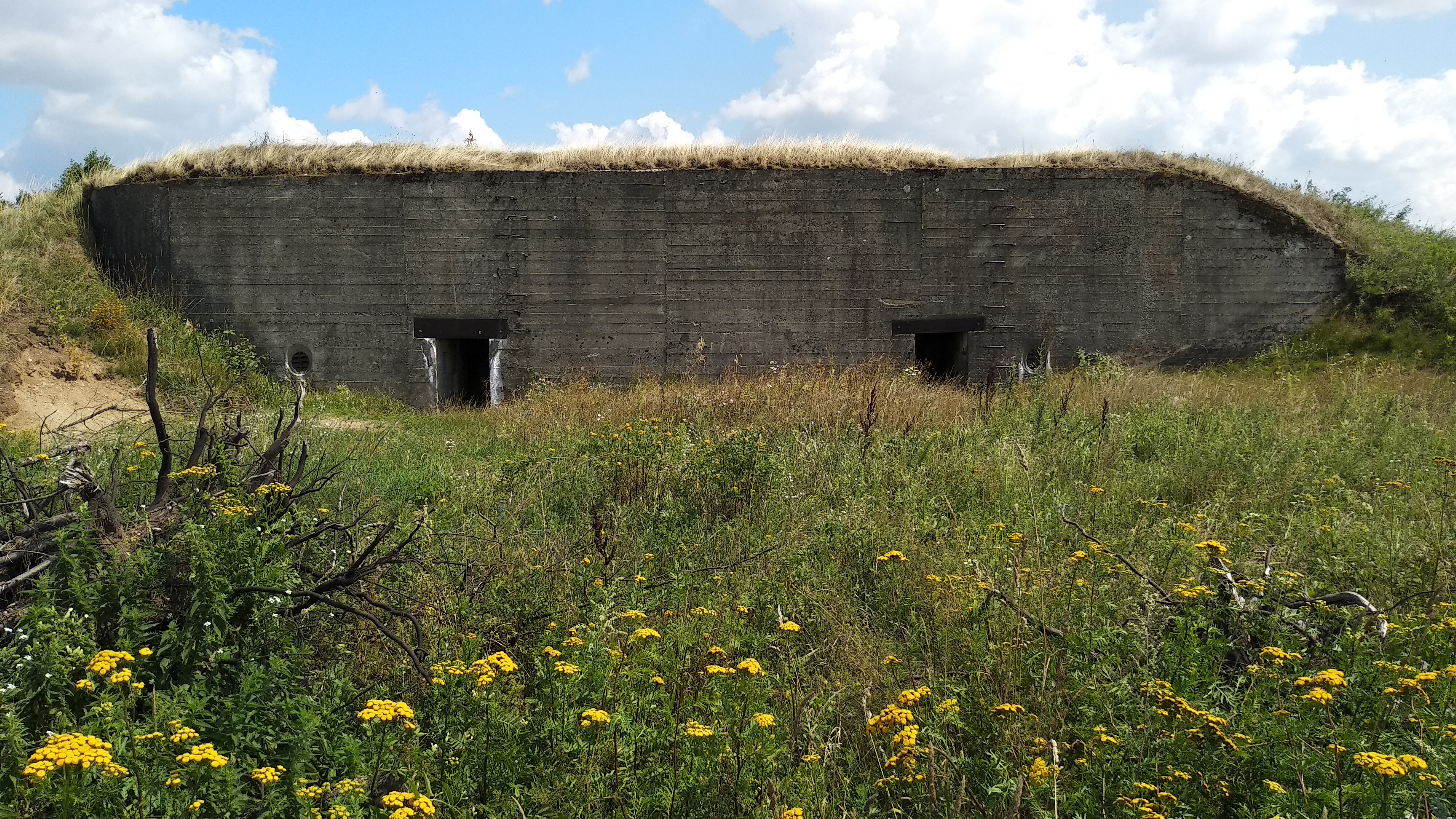
Casemate de type Regelbau 111 à Raczki

La casemate de type Regelbau 111 est une casemate répondant au standard Regelbau. Sa mission est de servir d'abri pour une mitrailleuse et dispose d'une tourelle.
Elle a été construite à l'origine pour la Heer.

## Construction
Cette casemate était construite pour couvrir une casemate d'artillerie.
Les murs ont une épaisseur de 3,5 m.

## Architecture

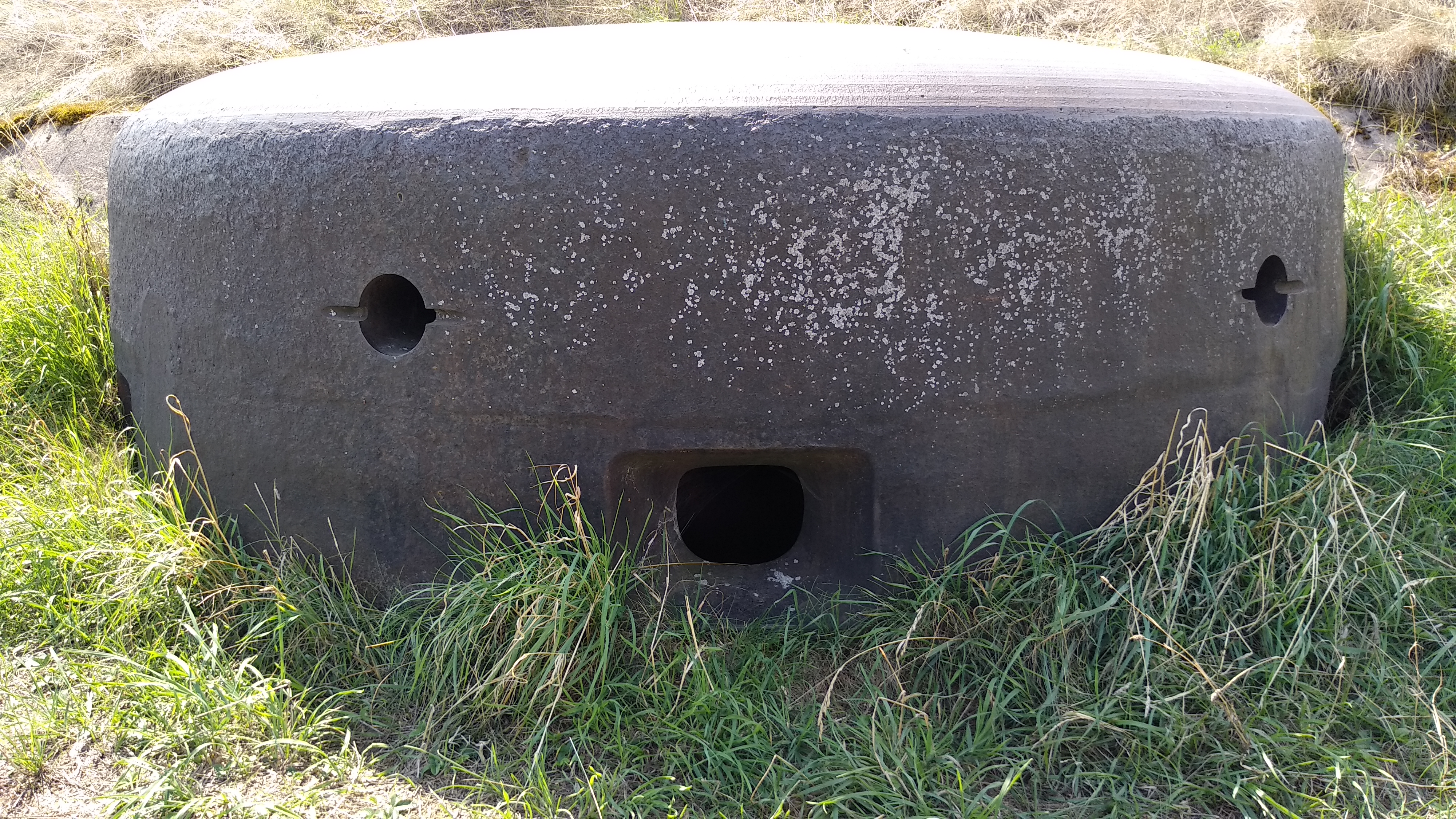
Tourelle d'une casemate de type Regelbau 111.

La casemate dispose d'une pièce principale pour abriter les servants. Elle dispose aussi d'une tourelle de type 60P8.